# 1991 RA10
1991 RA10 är en asteroid i huvudbältet som upptäcktes den 12 september 1991 av den amerikanske astronomen Henry E. Holt vid Palomarobservatoriet.
Asteroiden har en diameter på ungefär 3 kilometer